# Trakijski Goti
Traški Goti, znani tudi kot Mezogoti ali Mezijski Goti, se nanašajo na vejo Gotov, ki so se naselili v Trakiji in Meziji, rimski provinci na Balkanu. Ti Goti so bili omenjeni v 4., 5. in 6. stoletju.

## Zgodovina
Cesar Valens (vladal 364–378) je Gote naselil v Meziji in jih nameraval uporabiti za zaščito. Leta 382 so Tervingi prejeli zemljo v Meziji po pogodbi z rimskim cesarjem Teodozijem I.
V 460. letih so bili Traški Goti priznani kot foederati (barbarska vojaška pomoč Rimljanom) Vzhodnega rimskega cesarstva in zdi se, da so uspevali. Imeli so letno subvencijo in nekaj vpliva zaradi svoje bližine Konstantinoplju. Leta 471 so se traški Goti pod vodstvom Teodorika Strabona uprli, ker so se bali, da bodo odstranjeni, saj je cesar Leon prišel pod vpliv svojega zeta, generala Zenona. Dve leti pozneje so se Panonski Goti (Ostrogoti) pod kraljem Teodemirjem so se odločili, da se preselijo v Trakijo, domnevno so želeli deliti koristi traških Gotov od Bizantincev. Cesar Leon je sklenil dogovor z obema gotskima skupinama in Gote pod Teodemirjem naselil v provinci Makedoniji in obnoviti Strabonovo subvencijo ter ga povzdignili v magister militum. Zenon je nasledil cesarja Leona po njegovi smrti leta 474, medtem ko je Strabon podprl državni udar, ki ga je izvedla Leonova vdova, da bi svojega brata Baziliska postavila na čelo prestol; vendar je Zenon leta 476 s svojimi izavrijskimi četami ponovno pridobil oblast.
Leta 476/77 se je Zenon povezal s tekmecem Teoderika Strabona Teoderikom Velikim ali Teoderikom Amalskim (vladal 474–526), Teodemirjevim sinom in naslednikom in mu ukazal, naj napade Strabona. Vodja traških Gotov je k bizantinskemu cesarju poslal poslaništvo, ki mu je ponudilo mir in obtožilo Amal. Zenon je verjel, da ta daritev skriva nadaljnje zarote in dosegel, da sta bizantinski senat in vojska razglasila Strabona za javnega sovražnika. Zenon je načrtoval, da bosta Teodorika napadla drug drugega. Proti Strabonu je poslal Amala z obljubo ogromne vzhodnorimske sile kot okrepitev (478). Ostrogoti pod kraljem Teoderikom so leta 478 napredovali do Marcianopolisa v Trakiji. Mezijski Goti so se pripravljali na prečkanje Balkanskega gorovja (Sondis), nato pa so jim povedali, da njihovo rimsko zlato čaka južno od gora. Teodorik Amal ni našel rimske vojske, ki jo je pričakoval, temveč vojsko Teoderika Strabona v močno utrjenem taboru. Strabon je izzval Amala, odjahal pred mezijski gotski tabor in trdil, da je vodstvo Amala prisililo Gote v boj med seboj in samo za rimsko korist, da nimajo nič od bogastva, zaradi katerega so se preselili s svojih ozemelj. S tem govorom, ki je opozoril na skupni interes Gotov, je Strabon prisilil Amala, da je zaprosil za mir. Teodorika sta se strinjala, da bosta cesarju predložila skupno prošnjo za razširitev ozemlja mezijskih Gotov proti jugu.
Zenon je poskušal spreti oba Teodorika in podkupiti Amala, ki je podkupnino zavrnil. Cesarska vojska je dosegla nekaj začetnih uspehov, vendar Zenon ni izkoristil svoje zmage in Amalu omogočil, da se je umaknil proti zahodu Trakije in plenil bizantinska ozemlja. Po Amalovem umiku je Strabon sprejel Zenonovo ponudbo, da mu vrne premoženje, plača vojsko 13.000 vojakov, podeli poveljevanje dvema palatinskima enotama in vrne naslov magistra militum. Vojska Teoderika Strabona, ki je štela 30.000 mož, je bila za Zenona še vedno velika grožnja, zato je prepričal Bolgare, da so napadli traške Gote. Strabon je leta 480/481 premagal Bolgare in začel prodirati proti Konstantinoplu, vendar zaradi težav s svojimi možmi ni mogel izkoristiti zmage in bil prisiljen na vrnitev v Grčijo. Ko se je vračal, je v taboru v Stabulumu Diomedisu blizu Filipopolisa v Trakiji poskušal ukrotiti neposlušnega konja, padel s konja na sulico in umrl.
Po Jordanu je mezijske Gote naučil pisati Vulfila (311–383). Ti so bili po njegovem mnenju še vedno prisotni v Meziji, »številni, a revni in nebojeviti, bogati z ničemer, razen z čredami otrok in pašniki za živino in gozdovi za les ... Večina jih pije mleko«.